# Horná Krupá
Horná Krupá és un poble i municipi d'Eslovàquia que es troba a la regió de Trnava, a l'oest del país.

## Història
La primera menció escrita de la vila es remunta al 1113.

## Demografia
| Godina             | 1994 | 2004   | 2014   | 2024   |
| ------------------ | ---- | ------ | ------ | ------ |
| Nombre de persones | 575  | 520    | 472    | 492    |
| Diferència         |      | −9,56% | −9,23% | +4,23% |

| Godina             | 2023 | 2024   |
| ------------------ | ---- | ------ |
| Nombre de persones | 498  | 492    |
| Diferència         |      | −1,20% |